# 东山水库
东山水库是中国安徽省马鞍山市含山县境内的一座水库，位于长江支流得胜河上，建于1960年。水库正常库容为6080万立方米，集雨面积为35平方千米，海拔为22米。